# Ryszard Łużny
Ryszard Łużny, pseud. Rusycysta (ur. 10 września 1927 w Wołczkowie, zm. 8 marca 1998 w Krakowie) – polski filolog, historyk literatury i kultury wschodniosłowiańskiej: staroruskiej, rosyjskiej, ukraińskiej i białoruskiej, komparatysta, tłumacz, wydawca, organizator życia naukowego. Profesor zwyczajny Uniwersytetu Jagiellońskiego i Katolickiego Uniwersytetu Lubelskiego. Członek czynny Wydziału I Filologicznego Polskiej Akademii Umiejętności. W 1980 roku przewodniczący komitetu założycielskiego NSZZ „Solidarność” Uniwersytetu Jagiellońskiego.

## Życiorys
Ryszard Łużny urodził się w rodzinie Bartłomieja i Anny z domu Reitmayer (ojciec był nauczycielem i kierownikiem szkół powszechnych w powiecie stanisławowskim, walczył w Polskich Siłach Zbrojnych na Bliskim i Środkowym Wschodzie, po wojnie do 1962 roku przebywał na emigracji w Wielkiej Brytanii; oboje rodzice zmarli w Wieliczce w 1975 roku). Edukację rozpoczął w szkole powszechnej w Drohomirczanach, następnie kształcił się w Stanisławowie i Łyścu. W 1944 z matką i innymi członkami rodziny przeniósł się do wsi Zawada Uszewska, następnie do Brzeska, gdzie w 1949 uzyskał maturę w Państwowym Gimnazjum i Liceum Ogólnokształcącym. W latach 1949–1954 studiował filologię rosyjską na Wydziale Humanistycznym Uniwersytetu Jagiellońskiego. Był uczniem, a następnie współpracownikiem i następcą twórcy powojennej rusycystyki krakowskiej, prof. Wiktora Jakubowskiego. Pracował w Katedrze, a od 1969 – w Instytucie Filologii Rosyjskiej UJ, najpierw na stanowisku zastępcy asystenta (od III roku studiów), później asystenta, adiunkta (doktorat w 1962 roku), docenta (habilitacja w 1966 roku), profesora nadzwyczajnego (1972) i zwyczajnego (1979). Na UJ pełnił funkcje: kierownika Zakładu Literatury Rosyjskiej i Radzieckiej (1967–1982 oraz 1985–1989), pierwszego dyrektora Instytutu Filologii Rosyjskiej (dwie kadencje w latach 1969–1979), dziekana Wydziału Filologicznego (1981–1984), kierownika Zakładu Literatury Ukraińskiej (1990–1994). Następnie aż do przejścia na emeryturę w roku 1997 kierował w macierzystej uczelni pionem historycznoliterackim Katedry Ukrainistyki. W latach 1956–1962 oraz 1967–1970 pracował w Katedrze Filologii Rosyjskiej Wyższej Szkoły Pedagogicznej w Krakowie. W roku akademickim 1966–1967 wykładał historię literatury rosyjskiej na Uniwersytecie Marii Curie-Skłodowskiej w Lublinie. Od roku 1981 do emerytury w roku 1997, równolegle z etatem na UJ, pracował na Katolickim Uniwersytecie Lubelskim, gdzie stworzył Międzywydziałowy Zakład Badań nad Kulturą Bizantyńsko-Słowiańskią, następnie zaś – w 1989 roku – Instytut Filologii Słowińskiej na Wydziale Humanistycznym (Międzywydziałowy Zakład wszedł do nowo powstałej jednostki naukowo-dydaktycznej), co pozwoliło uruchomić studia slawistyczne: rusycystyczne, ukrainistyczne i białorutenistyczne.
Prof. Łużny był promotorem ok. 370 magistrów filologii rosyjskiej (przede wszystkim), ukraińskiej, białoruskiej i polskiej, 25 doktorów nauk humanistycznych w zakresie literaturoznawstwa.
Spis publikacji Ryszarda Łużnego liczy ok. 600 pozycji, w tym monografie, podręczniki akademickie, tłumaczenia i edycje tekstów literackich, prace zbiorowe. Jego zainteresowania naukowe obejmowały literaturę i kulturę staroruską, wiek XVII –  pierwszą połowę wieku XVIII, Oświecenie w Rosji, rosyjską literaturę i myśl religijno-filozoficzną XIX w., współczesną literaturę rosyjską, związki literatur wschodniosłowiańskich z religią, wpływ chrześcijaństwa na kulturę narodów wschodniosłowiańskich, komparatystykę polsko-wschodniosłowiańską, translatologię, folklor rosyjski, dzieje słowianoznawstwa rusycystycznego i ukrainistycznego. W rusycystyce polskiej był prekursorem literaturoznawczych badań nad rosyjską kulturą religijną, a jego osiągnięcia w tym zakresie „są nowatorskie w kontekście rusycystyki światowej”.
Ryszard Łużny był członkiem korespondentem (od 1991) i członkiem czynnym (1998) Polskiej Akademii Umiejętności. Uczestniczył w wielu gremiach naukowych, takich jak: Komisja Słowianoznawstwa (której przewodniczył) oraz Komisja Historycznoliteracka Oddziału PAN w Krakowie, Komisja Wschodnioeuropejska na Wydziale II Historyczno-Filozoficznym PAU (organizator i przewodniczący), Komitet Słowianoznawstwa PAN (1967–1996); był członkiem Wolnej Ukraińskiej Akademii Nauk (The Ukrainian Academy of Art and Sciences in the U. S., Nowy Jork), Międzynarodowej Asocjacji Ukrainistów, Międzynarodowej Asocjacji Białorutenistów, Polskiego Towarzystwa Rusycystycznego, Polskiego Towarzystwa Ukrainoznawczego, Polskiego Towarzystwa Białorutenistycznego, Towarzystwa Naukowego KUL, Lubelskiego Towarzystwa Naukowego, Instytutu Europy Środkowo-Wschodniej w Lublinie, Rady Naukowej Południowo-Wschodniego Instytutu Naukowego w Przemyślu. Należał do polskiego PEN Clubu oraz Stowarzyszenia Tłumaczy Polskich. Wchodził w skład komitetu redakcyjnego kwartalnika „Slavia Orientalis”, w którym przez trzy kadencje pełnił funkcję zastępcy redaktora naczelnego, komitetu redakcyjnego Komisji Słowianoznawstwa PAN, rady redakcyjnej kwartalnika „Przegląd Rusycystyczny”.

## Ryszard Łużny iJan Paweł II
Znajomość Ryszarda Łużnego z Karolem Wojtyłą datowała się od czasów współpracy w zespołach synodalnych w połowie lat 70. XX wieku w Krakowie. Uczennica profesora i współpracownica z UJ Danuta Piwowarska pisze, że „Ojciec Święty darzył Profesora zaufaniem”. Po wyborze Papieża Ryszard Łużny wystąpił z inicjatywą wysłania przez władze Uniwersytetu Jagiellońskiego telegramu gratulacyjnego na ręce znamienitego wychowanka i profesora krakowskiej uczelni, jednak bezskutecznie. Na posiedzeniu Senatu UJ 17 lutego 1982 roku zaproponował zgłoszenie wniosku o przyznanie Papieżowi pokojowej Nagrody Nobla, co również nie uzyskało akceptacji. Jako dziekan przedstawił wniosek Rady Wydziału Filologicznego o nadanie Janowi Pawłowi II doktoratu honoris causa (honorowy doktorat wszystkich wydziałów UJ został przyznany Papieżowi 12 maja 1983). 

Nauczanie Jana Pawła II stało się dla profesora obiektem refleksji naukowej. Jan Orłowski odnotowuje: 

Prof. Łużny był pierwszym slawistą, który po ogłoszeniu w roku 1985 pamiętnej encykliki Jana Pawła II Slavorum Apostoli dostrzegł jej ogromne znaczenie dla przypomnienia wkładu Słowiańszczyzny, w tym także jej części wschodniej, do dzieła budowy chrześcijańskiego oblicza cywilizacji europejskiej.

 Słowiańskim aspektom nauczania Papieża poświęcił prof. Łużny szereg prac, które w 10. rocznicę jego śmierci zostały zebrane w tomie Myśl słowiańska Jana Pawła II. Zbiór artykułów.
W dniach 19–20 sierpnia 1996 roku był jednym z uczestników sympozjum „Współcześni Słowianie wobec własnych tradycji i mitów. Zjednoczenie Europy a problemy słowiańskie”, zorganizowanego z osobistym udziałem Papieża w Castel Gandolfo.
Po śmierci Ryszarda Łużnego Jan Paweł II skierował telegram kondolencyjny, odczytany na pogrzebie w Wieliczce dnia 12 marca 1998 roku:

Jednoczę się w duchu ze wszystkimi, których napełnia bólem śmierć Pana Profesora Ryszarda Łużnego.  Odszedł po wieczną nagrodę człowiek, któremu wiele zawdzięcza nauka polska, a szczególnie środowiska akademickie Krakowa i Lublina. Znałem go osobiście i szczerze ceniłem jego wrażliwość na dobro, jego wytrwałość i kompetencje w docieraniu do korzeni naszej słowiańskiej kultury, wielkie znawstwo literatury i dziejów narodów wschodniosłowiańskich, o czym jeszcze przed niespełna dwoma laty mogliśmy przekonać się podczas sympozjum w Castel Gandolfo. Modlę się, aby Miłosierny Bóg przyjął Go do swojej chwały i obdarzył wiecznym pokojem. Rodzinie, Bliskim, Profesorom oraz Studentom Uniwersytetu Jagiellońskiego w Krakowie z serca błogosławię.

## Upamiętnienie
O wpływie myśli i działalności prof. Łużnego na środowisko akademickie świadczą m.in. poświęcone mu sesje naukowe, np.: 
- „Słowianie Wschodni. Duchowość – Kultura – Język”, Kraków: Instytut Filologii Wschodniosłowiańskiej UJ, 18–19 kwietnia 1997 roku; sesja  z okazji 70-lecia urodzin profesorów Ryszarda Łużnego i Wiesława Witkowskiego[20].
- Posiedzenie naukowe dla uczczenia pamięci prof. Ryszarda Łużnego, Kraków: Komisja Wschodnioeuropejska PAU, 8 marca 1999[21].
- „Słowianie Wschodni. Sacrum – Literatura – Język. Problematyka słowianoznawcza w badaniach profesora Ryszarda Łużnego”, Lublin: Sekcja Filologii Słowiańskiej KUL, 15–16 kwietnia 1999; sesja w 1. rocznicę śmierci prof. Łużnego[22].
- Uroczyste Posiedzenie Naukowe Komisji Wschodnioeuropejskiej PAU poświęcone pamięci Profesora Ryszarda Łużnego w piątą rocznicę jego śmierci, Kraków: Polska Akademia Umiejętności, 12 marca 2003[23].
- „Polsko-wschodniosłowiańskie stosunki kulturowe”, Kraków: Instytut Filologii Wschodniosłowiańskiej UJ oraz Komisja Wschodnioeuropejska PAU, 7–8 marca 2008; sesja z okazji 10. rocznicy  śmierci Ryszarda Łużnego[24].
- „Słowiańszczyzna wschodnia a europejskie tradycje kulturowe”, Kraków: Instytut Filologii Wschodniosłowiańskiej UJ, Komisja Wschodnioeuropejska PAU, Komisja Słowianoznawstwa O/PAN w Krakowie, 8–9 marca 2018; konferencja naukowa poświęcona pamięci prof. dra hab. Ryszarda Łużnego w dwudziestą rocznicę śmierci[25].

Pamięci prof. Łużnego dedykowane zostały m.in.: 
- „Slavia Orientalis”, rocznik XLVII (1998), nr 3.
- „Roczniki Humanistyczne TN KUL”, tom XLVIII/XLIX (2000/2001), zeszyt 7 „Słowianoznawstwo” [numer zawiera szereg artykułów na temat działalności naukowo-organizacyjnej Ryszarda Łużnego].
- Polsko-wschodniosłowiańskie stosunki kulturowe. W dziesiątą rocznicę śmierci profesora Ryszarda Łużnego, pod red. Danuty Piwowarskiej, Ewy Korpały-Kirszak, Kraków: Wydawnictwo UJ, 2010 (seria: Rosja – myśl – słowo – obraz, t. XIII).

## Książki
Niektóre prace Ryszarda Łużnego:
- Rosyjskie czasopiśmiennictwo satyryczne okresu Oświecenia. Wybór źródeł, tłum. i oprac. Ryszard Łużny (BN, 1960).
- Ryszard Łużny, Z badań nad rosyjskim czasopiśmiennictwem satyrycznym okresu Oświecenia (1962).
- Ryszard Łużny, Pisarze kręgu Akademii Kijowsko-Mohylańskiej a literatura polska. Z dziejów związków kulturalnych polsko-wschodniosłowiańskich w XVII–XVIII wieku (1966).
- Aleksander Puszkin, Eugeniusz Oniegin. Romans wierszem, wyd. II zmienione, wstęp i przypisy Ryszard Łużny (BN, 1970, wyd. III poprawione i uzupełnione – 1993).
- Historia literatury rosyjskiej, red. Marian Jakóbiec, tom I–II, wyd. II zmienione (1976) [współautor].
- Aleksander Puszkin, Opowieści, wstęp i przypisy Ryszard Łużny (BN, 1973).
- Ryszard Łużny, Rosyjska literatura ludowa. Podręcznik dla studentów filologii rosyjskiej (1977).
- Fiodor Tiutczew, Wybór poezji, oprac. Ryszard Łużny (BN, 1978).
- Literatura staroruska. Wiek XI–XVII. Antologia, oprac. Wiktor Jakubowski i Ryszard Łużny (wyd. IV – 1979).
- Lew Tołstoj, Opowiadania i nowele, wybór, wstęp i przypisy Ryszard Łużny (BN, 1985).
- Dzieło chrystianizacji Rusi Kijowskiej i jego konsekwencje w kulturze Europy, red. Ryszard Łużny (1988).
- Opowieść o niewidzialnym grodzie Kitieżu. Z legend i podań dawnej Rusi, wybór, tłum. z języka staroruskiego i rosyjskiego, wstęp i przypisy Ryszard Łużny (1988).
- Chrześcijański Wschód a kultura polska, red. Ryszard Łużny (1989).
- Pieśń o niebieskiej księdze. Antologia rosyjskiej ludowej poezji religijnej, wybór, tłum. i oprac. Ryszard Łużny (1990).
- Pierwsze tysiąclecie chrześcijaństwa (988–1988) na ziemiach Wschodniej Słowiańszczyzny. Od Rusi Kijowskiej do Rosji, Ukrainy i Białorusi. Kronika ważniejszych wydarzeń dziejowych, oprac. Ryszard Łużny (1994).
- Uniw brzeska: geneza, dzieje i konsekwencje w kulturze narodów słowiańskich, red. Ryszard Łużny, Franciszek Ziejka, Andrzej Kępiński (1994).
- Słowo o Bogu i człowieku. Myśl religijna Słowian Wschodnich doby staroruskiej, wybór, tłum. i oprac. Ryszard Łużny (1995).
- Biblia w literaturze i folklorze narodów wschodniosłowiańskich, red. Ryszard Łużny, Danuta Piwowarska (1998).
- Ryszard Łużny, Myśl słowiańska Jana Pawła II. Zbiór artykułów, red. Jan Orłowski, Anna Woźniak (2008).

## Życie prywatne
Był żonaty z Anną Łużną z domu Zaufal (zm. 2018), romanistką, z którą miał troje dzieci: Małgorzatę, Wojciecha i Marię. Syn jest profesorem zwyczajnym, prorektorem ds. kształcenia Akademii Górniczo-Hutniczej im. Stanisława Staszica w Krakowie (kadencja 2016–2020 i 2020–2024). Pochowany został na cmentarzu w Wieliczce.